# Chorthippus bornhalmi
Chorthippus bornhalmi är en insektsart som beskrevs av Carl Otto Harz 1971. Chorthippus bornhalmi ingår i släktet Chorthippus och familjen gräshoppor. Inga underarter finns listade i Catalogue of Life.